# Adobe Photoshop

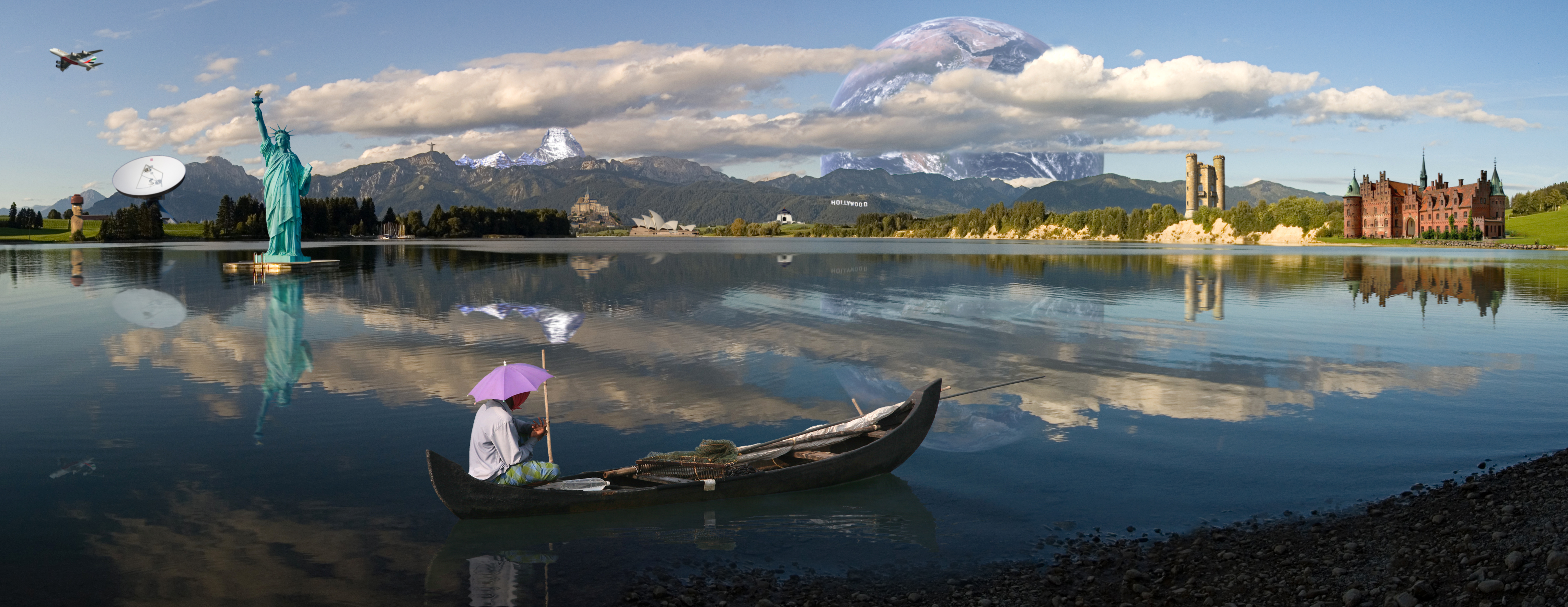
Một phong cảnh ảo được tạo bởi Photoshop

Adobe Photoshop (thường được gọi là Photoshop) là một phần mềm chỉnh sửa đồ họa được phát triển và phát hành bởi hãng Adobe Systems ra đời vào năm 1988 trên hệ máy Macintosh. Photoshop được đánh giá là phần mềm dẫn đầu thị trường về sửa ảnh bitmap và được coi là chuẩn cho các ngành liên quan tới chỉnh sửa ảnh. Từ phiên bản Photoshop 7.0 ra đời năm 2002, Photoshop đã làm lên một cuộc cách mạng về ảnh bitmap. Phiên bản mới nhất hiện nay là Adobe Photoshop CC.
Ngoài khả năng chính là chỉnh sửa ảnh cho các ấn phẩm, Photoshop còn được sử dụng trong các hoạt động như thiết kế trang web, vẽ các loại tranh (matte painting và nhiều thể loại khác), vẽ texture cho các chương trình 3D... gần như là mọi hoạt động liên quan đến ảnh bitmap.
Adobe Photoshop có khả năng tương thích với hầu hết các chương trình đồ họa khác của Adobe như Adobe Illustrator, Adobe Premiere, After After Effects và Adobe Encore.

## Lịch sử
Từ thuở niên thiếu, hai anh em Thomas Knoll và John Knoll đã thành thạo kỹ thuật xử lý ảnh trong buồng tối, do ảnh hưởng bởi niềm đam mê nhiếp ảnh của người cha - Glenn Knoll, giáo sư Đại học Michigan. Hai cậu Thomas và John cũng yêu thích việc lập trình trên máy tính Apple II.
Xúc cảm từ nghệ thuật nhiếp ảnh tác động đến việc chọn nghề của Thomas và John. Thomas theo ngành khoa học máy tính tại Đại học Michigan, luôn quan tâm đến những giải thuật xử lý ảnh (thu nhận từ máy quét). Khác với người anh, John tìm đến Đại học Southern California, theo ngành điện ảnh.
Năm 1987, trong khi Thomas đang thực hiện luận án tiến sĩ về xử lý ảnh, John tốt nghiệp đại học và tìm được việc làm "trong mơ" tại Công ty ILM (Industrial Light and Magic), nơi chuyên thực hiện kỹ xảo hình ảnh cho các xưởng phim ở Hollywood.
Khi thực hiện luận án, Thomas thử nghiệm nhiều giải thuật xử lý ảnh trên máy tính Mac (Macintosh). Máy Mac vào lúc đó dùng màn hình đơn sắc, khiến anh phải nghiên cứu giải thuật giả lập sắc độ xám để hiển thị được ảnh "đen trắng" trên màn hình. Thomas đặt tên cho tập hợp các chương trình nhỏ của mình là Display.
Trong một lần về thăm nhà ở Michigan, John nhận thấy Display có nhiều nét giống với phần mềm xử lý ảnh mà anh thường dùng trên máy tính Pixar đắt tiền tại ILM. Không thể đứng ngoài "cuộc chơi", John tham gia vào việc phát triển phần mềm Display, tự tạo thêm hoặc đề nghị Thomas tạo thêm các chức năng mới cho Display giúp ích cho việc làm phim ở ILM.
John đề nghị Thomas đổi tên Display đơn giản thành tên khác, hấp dẫn hơn. Lúc đầu cả hai chọn tên ImagePro, sau đổi thành PhotoLab, cuối cùng nhất trí chọn tên PhotoShop, một tên chưa ai dùng. Tuy nhiên, khi John đề nghị thương mại hóa PhotoShop, Thomas lại e ngại vì không muốn nhảy vào cuộc kinh doanh trong lúc luận án còn dở dang.
Tin chắc vào triển vọng của PhotoShop, khi trở lại làm việc tại California, John tìm cách liên lạc với nhiều công ty ở vùng Silicon Valley để tìm kênh phân phối chuyên nghiệp cho sản phẩm "cây nhà lá vườn" của mình. Vừa thúc giục Thomas tiếp tục bổ sung chức năng cho PhotoShop, John vừa biên soạn tài liệu hướng dẫn sử dụng. Sau khi gửi lại tài liệu cùng đĩa mềm PhotoShop tại nhiều công ty, chờ thẩm định và nhận được nhiều lời từ chối, cuối cùng John cũng đạt được ý nguyện. Công ty Adobe chấp thuận phân phối PhotoShop với tên gọi Adobe Photoshop (Shop được sửa thành shop).
Để hoàn thiện Photoshop trước khi phát hành, hai chuyên viên của Adobe - Steve Guttman và Russell Brown - đề nghị với John nhiều sửa đổi về cấu trúc và giao diện của phần mềm. John truyền đạt lại cho Thomas ở Michigan qua điện thoại. Cứ vài ngày, Thomas lại ra bưu điện, gửi cấp tốc đĩa mềm chứa chương trình vừa chỉnh sửa cho Adobe (lúc đó chưa phải là thời đại Internet).

### Lịch sử các phiên bản
Ngày 19 tháng 2 năm 1990, phần mềm Adobe Photoshop 1.0 dùng cho máy Mac, có dung lượng 728 KB, được phát hành ở dạng đóng gói, gồm một đĩa mềm và tài liệu hướng dẫn.
Từ năm 1992, khi vai trò chuyên nghiệp của Photoshop đã được xác lập, các phần mềm khác có chức năng xử lý ảnh tương tự Photoshop (Photo-Paint, Paint Shop Pro tại Mỹ, Nuances tại Pháp,...) mới xuất hiện.
Đến năm 1995, tập đoàn Adobe mua bản quyền Photoshop từ anh em Knoll.
Kể từ năm 2003, khi Adobe bắt đầu gói tất cả công cụ Web và in ấn (bao gồm Photoshop) vào một gói ứng dụng có tên là Creative Suite, hãng này thường xuyên nâng cấp bộ công cụ này dựa trên ý kiến đóng góp của cộng đồng, tập trung chủ yếu vào dịch vụ trực tuyến và phân tích web.
Ngày 7 tháng 5 năm 2013 Adobe giới thiệu phiên bản Photoshop CC, chương trình của Creative Suite do đó đổi thành Adobe Creative Cloud. Bằng cách chuyển sang giải pháp Cloud người dùng có thể sử dụng các thiết lập cá nhân của mình ở bất cứ nơi nào Photoshop CC được cài đặt. Các tính năng mới khác bao gồm bộ lọc để giảm hình bị rung, hình chữ nhật có thể chỉnh sửa tròn góc và xem trước trực tiếp. Kể từ phiên bản CC Photoshop chỉ có thể mướn, chứ không mua đứt nữa.
Trong tháng 6 năm 2014 Photoshop CC 2014 được xuất bản; một năm sau, vào ngày 15 tháng 6 năm 2015 Photoshop CC 2015 ra mắt người dùng.
Ngày 18 tháng 10 năm 2017, hãng ra mắt phần mềm CC 2018.

## Ngôn ngữ có sẵn
Photoshop có sẵn hơn 20 ngôn ngữ khác nhau, bao gồm: tiếng Anh, tiếng Ba Lan, tiếng Bồ Đào Nha, tiếng Đức, tiếng Hàn Quốc, tiếng Hungary, tiếng Na Uy, tiếng Nga, tiếng Nhật, tiếng Pháp, tiếng Phần Lan, tiếng Rumani, tiếng Séc, tiếng Tây Ban Nha, tiếng Thổ Nhĩ Kỳ, tiếng Thụy Điển, tiếng Trung giản thể, tiếng Trung phồn thể, tiếng Ukraina và tiếng Ý. Ngoài ra phiên bản CS6 còn có thêm tiếng Ả Rập và tiếng Do Thái. Có thể cài thêm tiếng Việt từ bên ngoài.